# Танге Саваши

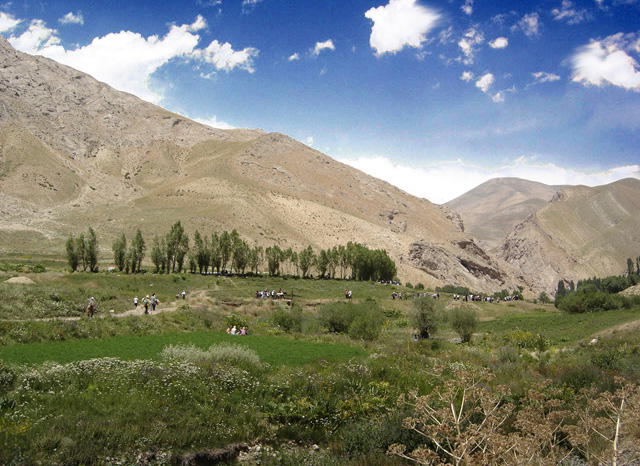
Долина между ущельями

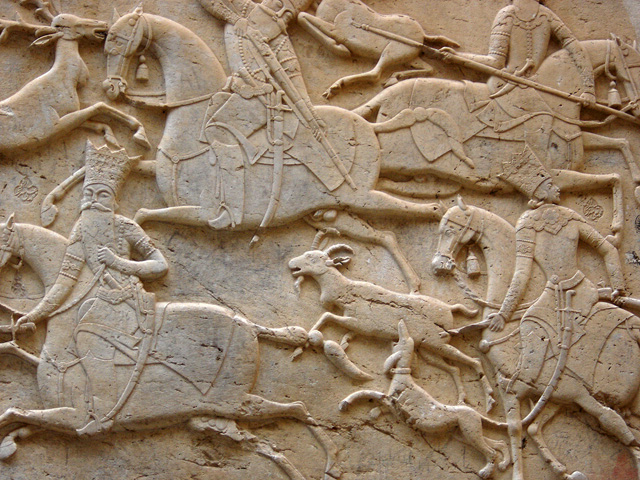
Барельеф периода Каджаров

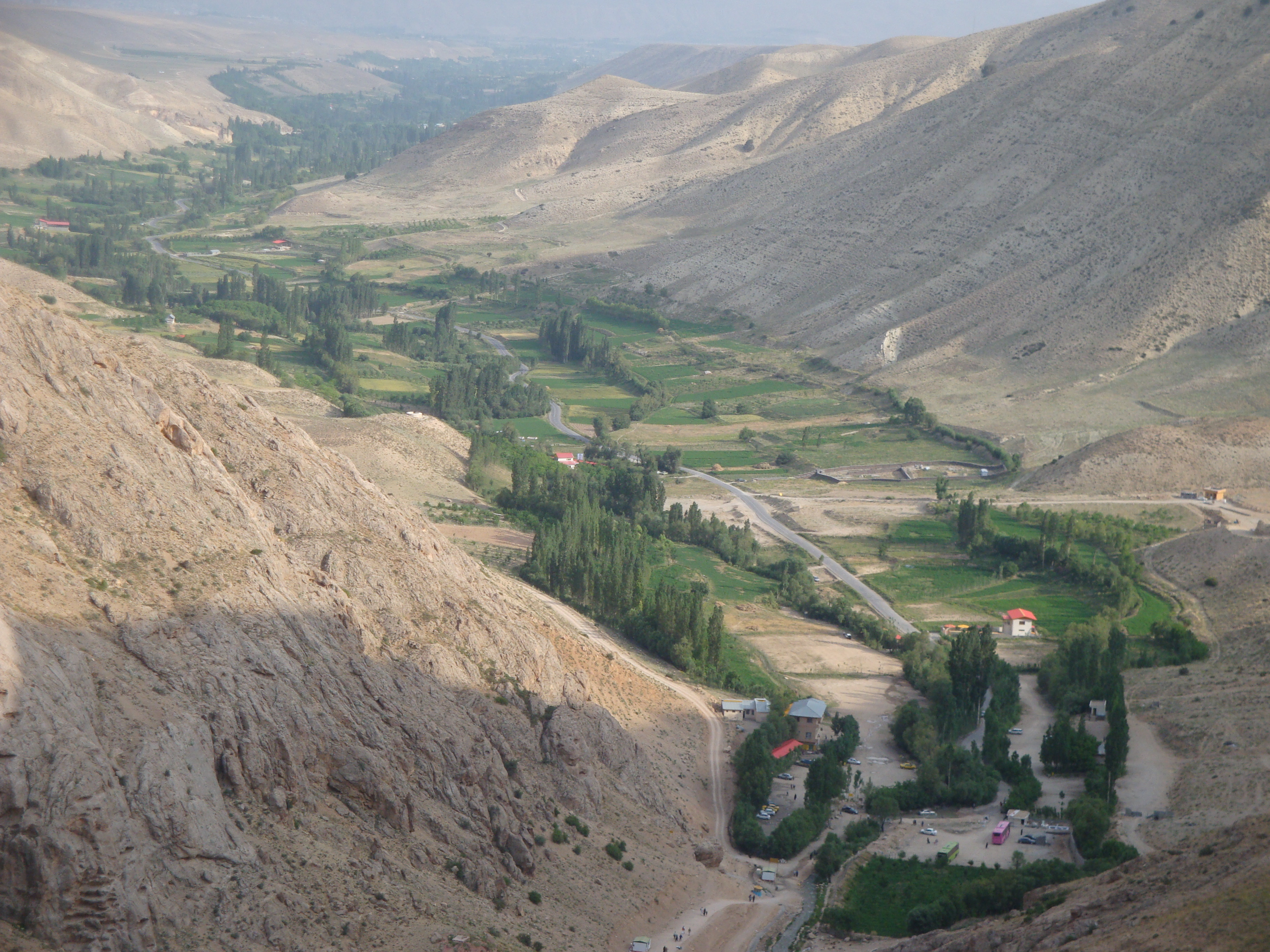
Танге Саваши, лето 2011

Танге Саваши (перс. تنگ ساواشی‎) или Танге Ваши (перс. تنگ واشی)‎) — популярная туристическая достопримечательность остана Тегеран в Иране. Представляет собой узкий горный перевал в горной системе Эльбурс, находящийся в 15 км к западу от небольшого городка Фирузкух и 9 км к северу от дороги Фирузкух — Демавенд. Возможно, одним из самых привлекательных мест является ущелье, расположенное между высоких скал, возникшее благодаря ручью, берущему своё начало у вышестоящих водопадов. В связи со всё растущей популярностью Танге Саваши многие турагентства организовывают однодневные туры из Тегерана.
Чтобы попасть к ущелью, необходимо пройти через деревню Фирузкух, на окраине которой расположены поля с пшеницей, а также различные сады. Через 4 километра вдоль реки Jvyhay (перс. جویهای‎), полной чистой воды, находится вход в ущелье. За этим ущельем находится красивая долина, в конце которой, примерно в двух километрах от первого, расположено второе ущелье. В конце ущелья путешественников шумом встречает водопад, состоящий из нескольких каскадов, в которых приятно освежиться в жаркий летний день.
Танге Саваши, помимо красивой природы, знаменит историческими памятниками. Здесь находится один из трёх барельефов периода Каджаров. Два других барельефа находятся на фонтанах города Рей и — барельеф царя — в задней части туннеля Вана дороги Хараз. Все эти три барельефа были выполнены по приказу Фетх Али-шаха династии Каджаров в период своего царства в Ширазе. Барельеф в Танге Саваши Фетх Али-шах приказал вырезать в память о своих охотничьих экспедициях.